# Xylotrechus zanonianus
Xylotrechus zanonianus là một loài bọ cánh cứng trong họ Cerambycidae.